# Brabova, Dolj
Brabova este satul de reședință al comunei cu același nume din județul Dolj, Oltenia, România. Se află în partea de nord-vest a județului.